# Francesc Morera i Cots
Francesc Morera i Cots (Sant Mateu, 4 d'abril de 1731 - València, 17 d'octubre de 1793), va ser un compositor valencià del barroc. Va ocupar la plaça de mestre de capella de la Catedral de València.

## Biografia
Va néixer el 4 d'abril de 1731 en Sant Mateu. L'1 d'abril de 1741 va començar a cantar en el cor de l'església de Castelló. En l'església va rebre instrucció musical de la mà del mossèn José Pradas i sempre va estar agraït de la seva educació. El 31 d'abril de 1747 va rebre un pagament de 30 lliures pels seus serveis. El 15 de novembre d'aquest mateix any va ser nomenat “Mozo de Capilla”. El 3 de maig de 1752 va ocupar el càrrec d'acòlit.
Abans del juliol del 1753 va deixar el càrrec d'acòlit per ocupar la vacant d'organista del Reial Col·legi del Corpus Christi de València de València. El 3 de juliol de 1755 va ser nomenat organista en propietat per aquesta institució gràcies a les seves habilitats com a compositor. L'any 1757 es va presentar al càrrec del Magisteri de l'església de Castelló, que el seu tutor, Josep Pradas havia deixat vacant; però no el va aconseguir.
Morena va ser organista Parròquia de Santa Maria de Castelló i va esdevenir prevere. Entre 1757 i 1768 aproximadament es va encarregar del magisteri de la Capella de la Catedral de Conca.
En juliol de 1768 va accedir finalment al càrrec que volia de Mestre de l'església de València. En maig de 1793 les seves aptituds físiques van decaure i es va posar a càrrec dels infants de l'església. L'1 de juny d'aquest mateix any se li va concedir la jubilació. El 19 d'octubre de 1793 es va produir la seva defunció. Entre altres alumnes va tenir a Morata García.

## Obres
Va deixar un catàleg de més de 200 obres entre misses, salms, Magnificats, Misereres, Himnes, Villancicos i Salve Regina, conservats a la Catedral de València. Aquesta és una selecció:
- 4 Misses de Gloria
- 2 Càntics del Magnificat
- 2 Motets
- 1 Missa de Requiem
- 9 Misereres
- 1 Salve Regina
- 12 Salms
- 2 Himnes
- 146 Villancets

## Media
- Villancico al Santísimo: A la promisión sagrada. Espais de Llum Musical, 1 CD. (2008)
- Cuatro al Santísimo: Ah de la corte divina. Espais de Llum Musical, 1 CD. (2008)
- Cuatro al Santísimo: El misterio de la Fe. Espais de Llum Musical, 1 CD. (2008)